# تیمارخوس

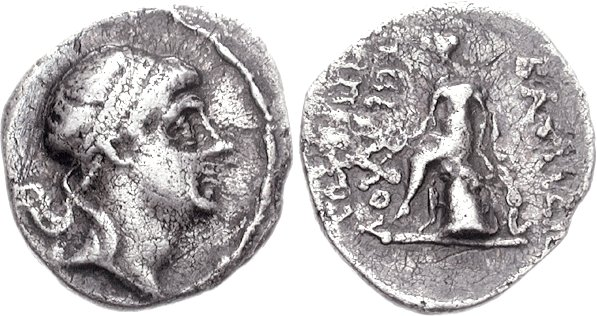
سکهٔ ضرب‌شده با نگارهٔ تیمارخوس

تیمارخوس(Timarchus) نام غاصب تاج و تخت سلوکی میان سال‌های ۱۶۳-۱۶۰ پیش از (میلاد ) بود.
تیمارخوس یکی از بزرگان یونانی و گویا از مردمان میلتوس در آسیای کوچک بود. هنگامی که شاهزادهٔ سلوکی آنتیوخوس چهارم به عنوان گروگان در رم به سرمی‌برد تیمارخوس دوست و همراه او بود. هنگامی که آنتیوخوس در ۱۷۵ (پیش از میلاد) به پادشاهی رسید او را ساتراپ ماد نمود. همچنین برادر وی هراکلیدس را خزانه‌دار دربار نمود. در این زمان دولت سلوکی با تهدید اشکانیان رودررو بود. در گیرودار مرگ آنتیوخوس چهارم هنگامی که در ۱۶۳ پیش از میلاد اشکانیان بر سلوکیان تاختند تیمارخوس نیز اعلام استقلال کرد. او در این راه با فرمانده لوسیاس که از آنتیوخوس پنجم خردسال پشتیبانی می‌کرد در ستیز بود. در ۱۶۲ (پیش از میلاد) دیمتریوس یکم به پادشاهی رسید و هم لوسیاس و هم آنتیوخوس خردسال را کشت. تیمارخوس در این زمان خود را شاه خواند. او توانست تا بابل پیشروی کند ولی چون شمار نیروهایش از دیمتریوس کمتر بود سرانجام شکست خورد و کشته‌شد.
در آینده برادر تیمارخوس، هراکلیدس به کین او الکساندر بالاس را علم کرد و سنای روم را بر آن داشت تا از او پشتیبانی کنند.